# Bagnaria Arsa
Bagnaria Arsa (Bagnarie in friulano) è un comune italiano sparso di 3 424 abitanti in Friuli-Venezia Giulia. La sede comunale è situata nella frazione di Sevegliano (Sevean).

## Storia

### L'epoca romana. L'insediamento di Sevegliano
Sebbene non manchino testimonianze di frequentazione anche in epoche precedenti, la zona oggi compresa entro i confini del Comune di Bagnaria Arsa conobbe un più intenso popolamento in età romana, in seguito alla fondazione della colonia di Aquileia nel 181 a.C. L'area più favorevole allo sviluppo di insediamenti umani era situata nella parte settentrionale dell'attuale territorio comunale, nelle vicinanze dello snodo viario tra la strada che proveniva da Codroipo (la via Postumia?) e quella che da Aquileia portava al Norico (l'odierna Austria). Lungo queste due direttrici erano disposte, come di norma, anche le necropoli: ritrovamenti di tombe a cremazione sono segnalati in diversi punti, soprattutto lungo la SS 352, che in parte ripercorre un tracciato antico. La zona meridionale, invece, doveva presentare una fisionomia diversa, con la prevalenza di boschi e di corsi d'acqua, e risultava forse meno adatta alla creazione di insediamenti di rilievo: tuttavia, lungo il corso della roggia Castra esisteva un grosso edificio, forse una villa con terme annesse.
L'insediamento di Sevegliano, sorto all'incrocio tra le due vie suddette, ha restituito testimonianze notevoli di epoca romana, soprattutto per il periodo immediatamente successivo al 181 a.C. I materiali rinvenuti sono sufficienti a delineare l'ampiezza dei contatti commerciali con le regioni vicine, facilitati dalla felice posizione in relazione al sistema viario, e i costumi di vita degli abitanti: la ceramica fine da mensa è di produzione locale o d'importazione italica (ceramica a vernice nera), mentre un recipiente in ceramica grigia riporta un'iscrizione nell'antica lingua venetica, soppiantata poi dall'uso del latino; alcuni recipienti testimoniano di rapporti con l'area celtica. Sono stati rinvenuti, inoltre, un raro esemplare di bollitore per il latte, che documenta il passaggio in loco di greggi di ovini, e un piccolo forno per il pane. L'illuminazione era assicurata dalle lucerne a vernice nera. Il consumo del vino è sicuramente attestato dalla presenza delle tipiche anfore vinarie del I sec. a.C. e da bicchieri a pareti sottili. La circolazione monetaria segna un particolare incremento verso la metà del II sec. a.C., forse in concomitanza con la creazione della via Postumia (148 a.C.).
Non sono stati rinvenuti resti cospicui di edifici, forse cancellati dai lavori per la lottizzazione moderna dell'area. Sono sopravvissute, invece, le opere di bonifica e drenaggio dei terreni umidi, preliminarmente eseguite attraverso il riutilizzo di anfore. La costruzione di maggior pregio doveva essere un piccolo tempio, purtroppo non localizzabile con sicurezza, di cui rimangono gli elementi in terracotta destinati a proteggere le travature lignee. Nei pressi della strada esisteva un pozzo in mattoni, all'interno del quale sono stati recuperati un pugnale, appartenuto probabilmente a qualche legionario di passaggio, e altri pregevoli materiali. Tra il IV e il V sec. d.C. nella zona fu impiantata anche una piccola officina vetraria, nella quale si smerciavano, oltre ai recipienti fabbricati in loco, anche prodotti provenienti da altre zone dell'impero.

### L'età di mezzo
La scarsità di dati archeologici e di documenti scritti costituisce un limite notevole per la conoscenza del territorio nel lungo periodo compreso nell'"età di mezzo". La fisionomia del comprensorio comunale durante l'epoca altomedievale, tra il V e l'XI secolo, doveva essere caratterizzata dai numerosi corsi d'acqua e dai folti boschi, in particolare nella zona meridionale; nell'area settentrionale, in relazione agli assi stradali mantenutosi praticamente inalterati anche dopo la fine dell'età romana, doveva essere più fiorente l'attività agricola.
Intorno al 1000 assume un certo rilievo l'abitato di Castions delle Mura, situato nella zona della chiesa di S. Maria Assunta e denominato Curtem o Curiam Veterem (Cortevecchia, Curviere); a questo si sovrappose, nei documenti dell'XI secolo, il toponimo Castellione. Nel 1129 il villaggio apparteneva ad Azo di Azmurghen, personaggio di stirpe longobarda, come espressamente ricordato dal figlio Ugo cinque anni più tardi. Ben presto, però, Castions e Campolonghetto entrarono a far parte della giurisdizione degli Strassoldo (la "corte nuova"), mentre Bagnaria dipendeva direttamente dal patriarca di Aquileia.
Gli abitanti dei diversi villaggi vivevano in case modeste, con il tetto in paglia e un ampio cortile. Dell'entità numerica e della composizione sociale della popolazione possiamo farci un'idea attraverso un "censimento" del 1375, che riporta, paese per paese, il nome dei singoli abitanti, la loro età e la professione. Essi pagavano un affitto ai nobili o all'istituzione ecclesiastica, costituito da prodotti della terra (frumento, miglio, avena, segala e vino) o da animali da cortile (galline e uova). Le condizioni di vita non dovevano essere delle migliori, e potevano subire un repentino peggioramento a causa di eventi atmosferici o dei non infrequenti episodi bellici (come le invasioni dei Turchi sul finire del XV secolo). Accanto all'agricoltura, si svilupparono altre attività legate allo sfruttamento dei numerosi corsi d'acqua (mulini sono segnalati nel 1323 a Privano, quindi a Campolonghetto nel 1563 e, probabilmente, a Chiarmacis) o delle aree boschive (tra i quali il bosco della Crastia, ricordato nel 1488, quello chiamato Lu Sterp, nel 1402, quello di Choronis, nel 1477, quello del Nodeon). Queste ultime ospitavano una ricca fauna; a giudicare da alcuni residui toponomastici vi faceva la propria apparizione anche il lupo.
La parrocchia e l'organizzazione comunale erano i due centri intorno ai quali ruotava la vita della comunità. La chiesa era un edificio modesto, con poche suppellettili sacre, come si evince dagli inventari del 1530 relativi a Sevegliano e a Privano: i beni mobili e immobili che ad essa appartenevano erano gestiti dai camerari. Tutte le chiese dell'attuale comune di Bagnaria Arsa, eccetto quella di Sevegliano (legata forse all'abbazia di Moggio), dipendevano inizialmente dalla pieve di Aiello, ma nel corso del XVI secolo la parrocchia di Bagnaria con Campolonghetto, Privano, Curviera, Castions) si rese autonoma. Vi fu tuttavia una lunga contesa tra le chiese di Bagnaria e di Castions circa la preminenza in ambito locale, che entrambe vantavano.
L'assemblea dei capifamiglia (vicinia) costituiva invece l'organismo di autogoverno laico. Il degano e i giurati (figure assimilabili rispettivamente al sindaco e alla giunta odierni) era eletto direttamente dagli Strassoldo, tranne che a Bagnaria. I paesi erano caratterizzati da una forte rivalità, che sfociò talvolta in risse, come avvenne nel 1536 tra gli abitanti di Palmada e di Sevegliano.

### Il Leone di Venezia e il territorio
Anche dopo la conquista veneziana del 1420 i Signori di Strassoldo mantennero la propria giurisdizione sui paesi dell'attuale comune, con la solita eccezione di Bagnaria.
I decenni finali del XV secolo furono funestati dalle invasioni dei Turchi, che devastarono nel 1477 e nel 1499 anche Sevegliano e Bagnaria.
Un evento epocale come la costruzione della fortezza di Palma nel 1593 non poteva non avere ripercussioni sul territorio confinante, impoverito dai lavori di scavo e di canalizzazione, e sugli abitanti dei villaggi circostanti, che furono spesso costretti a fornire la propria opera o i propri mezzi di trasporto. La presenza dei soldati fu, in più di un'occasione, la causa di liti con la popolazione locale. D'altra parte, la fondazione della nuova cittadina poteva offrire ai contadini dei dintorni un'occupazione (nel 1594 la paga giornaliera era di venti soldi) e fornire la possibilità di vendere i propri prodotti; all'inizio del Seicento esisteva a Privano una fornace di laterizi, impiegati principalmente nei lavori edilizi della fortezza. La giustizia veniva amministrata dai Signori di Strassoldo, ma per i fatti di sangue dal 1577 fu competente direttamente il Luogotenente veneziano di Udine, che intervenne, ad esempio, per l'omicidio di un soldato di Spalato avvenuto a Privano nel 1657.
Le testimonianze sugli edifici ecclesiastici si fanno più numerose a partire dal Cinquecento.
Nel 1547 fu edificata la chiesa di S. Maria Assunta di Castions, ristrutturata poi nel 1767 dal conte Giuseppe Antonio di Strassoldo. Alla metà del Seicento venne costruita, sopra un edificio preesistente, la nuova chiesa di S. Andrea a Sevegliano, che nel 1744 fu dotata dell'attuale campanile. Alcuni documenti si riferiscono, invece, alla chiesa di S. Giorgio a Bagnaria.
L'economia era sempre legata all'agricoltura. Le colture principali erano il frumento, l'avena e il miglio: dalla metà del XVII secolo compare anche il "sorgo turco", ovvero il mais. Con questi prodotti continuavano ad essere pagati gli affitti sui terreni coltivati; le ampie fluttuazioni dei prezzi che si registrarono a cavallo della metà del XVIII secolo potevano mettere in ginocchio intere famiglie.
Un'attività sempre molto sviluppata era quella legata alla macinazione dei cereali. Mulini esistevano a Sevegliano (San Gallo, delle Tolle, di Codis) e a Campolonghetto (due). Di uno di questi possediamo una stupenda e dettagliata descrizione del 1705, che permette di immaginare quali erano le caratteristiche di questi edifici e dei fabbricati annessi.

### L'epoca napoleonica e le lotte risorgimentali
Nel 1797 la Repubblica di Venezia cadde senza opporsi di fronte alle armate di Napoleone Bonaparte. Il passaggio dal dominio della Serenissima a quello francese fu praticamente indolore, e gli unici episodi di ribellione in Friuli avvennero il 16 aprile 1797 a Castions delle Mura (dove alcuni soldati furono privati delle armi, percossi e imprigionati per qualche tempo) e, pochi giorni dopo, a Bagnaria. L'accaduto non passò inosservato alle autorità francesi e allo stesso Napoleone, tanto che il generale Guillaume, di stanza a Palmanova, fu sul punto di dare alle fiamme il villaggio di Castions. Solo l'intervento del Luogotenente veneziano del Friuli, Alvise Mocenigo, riuscì a farlo desistere dal proposito: furono allora arrestati quattro presunti colpevoli della ribellione.
Dopo la firma del "Trattato di Campoformio", avvenuta a Villa Manin, dal gennaio 1798 le armate asburgiche presero possesso di tutto il Friuli, fino al novembre del 1805, quando vi ritornarono le truppe francesi. Il Friuli fu allora unito al Regno d'Italia di Napoleone I fino al 1814: in questo periodo due guerre vennero combattute sul suo territorio, nel 1809 e nel 1813-14, e in entrambe la fortezza di Palmanova fu assediata, con gli assedianti accampati nei paesi circostanti. Alle privazioni delle guerre seguirono carestie ed epidemie che rallentarono lo sviluppo economico della regione, assegnata dal Congresso di Vienna all'Impero asburgico.
Nel marzo del 1848 l'intero Friuli insorse contro le autorità imperiali, e conobbe una breve primavera di indipendenza, nella quale si formò un Governo Provvisorio che affidò il comando della fortezza di Palmanova al generale Carlo Zucchi, anziano ufficiale italiano dell'esercito napoleonico. Il 27 marzo avvenne un primo scontro a Visco, che vide patrioti italiani contro soldati e sudditi asburgici, e in seguito fu ordinata la mobilitazione delle Guardie Civiche di tutto il Friuli, che si concentrarono nei paesi intorno a Palmanova.
Il 16 aprile gli eventi precipitarono. Gli austriaci avanzarono su Palmanova, e il giorno seguente incendiarono Visco e Jalmicco. Anche Bagnaria fu invasa dai soldati croati, i quali, trovata una bandiera tricolore, saccheggiarono e dettero alle fiamme le case dell'intero paese, senza che vi fossero però vittime tra la popolazione.
Anche le case di Privano subirono la stessa sorte, mentre a Sevegliano la moglie del maresciallo austriaco Müor, che abitava nel paese, riuscì a intercedere per gli abitanti, e le loro case vennero risparmiate. Dopo l'annessione al Regno d'Italia nel 1866, fu deciso di ricordare gli avvenimenti del 1848, aggiungendo l'aggettivo "Arsa" al nome del capoluogo comunale: con il Regio Decreto dell'11 agosto 1867 il Comune fu così denominato Bagnaria Arsa.
Fino al 1918 sul ponte della Strada statale 14 della Venezia Giulia vicino alla frazione di Castions delle Mura, correva il confine tra il Regno d'Italia e l'Austria-Ungheria. Dal piazzale antistante il ponte venne sparata la prima cannonata italiana della prima guerra mondiale e, a ricordo di tale evento, è stato eretto sul luogo un monumento.

### Simboli
Lo stemma e il gonfalone sono stati concessi con
decreto del presidente della Repubblica del 6 ottobre 1953.
Lo stemma si può blasonare:
Il fuoco nella punta dello scudo ricorda i fatti del 1848, quando le truppe austriache incendiarono il paese.
Il gonfalone è un drappo partito di bianco e di verde.

## Monumenti e luoghi d'interesse

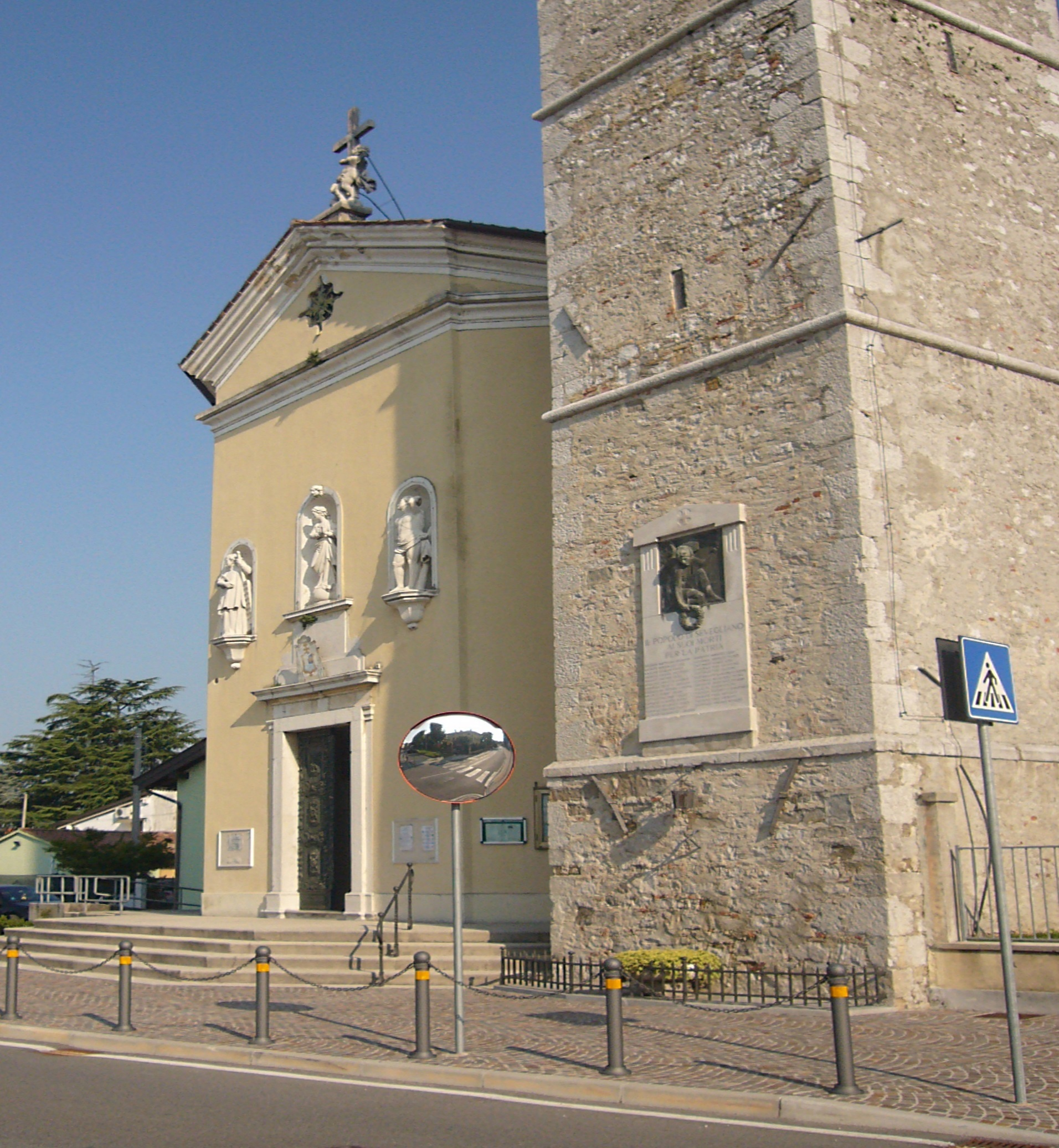
La chiesa parrocchiale di Sevegliano

### Architetture religiose

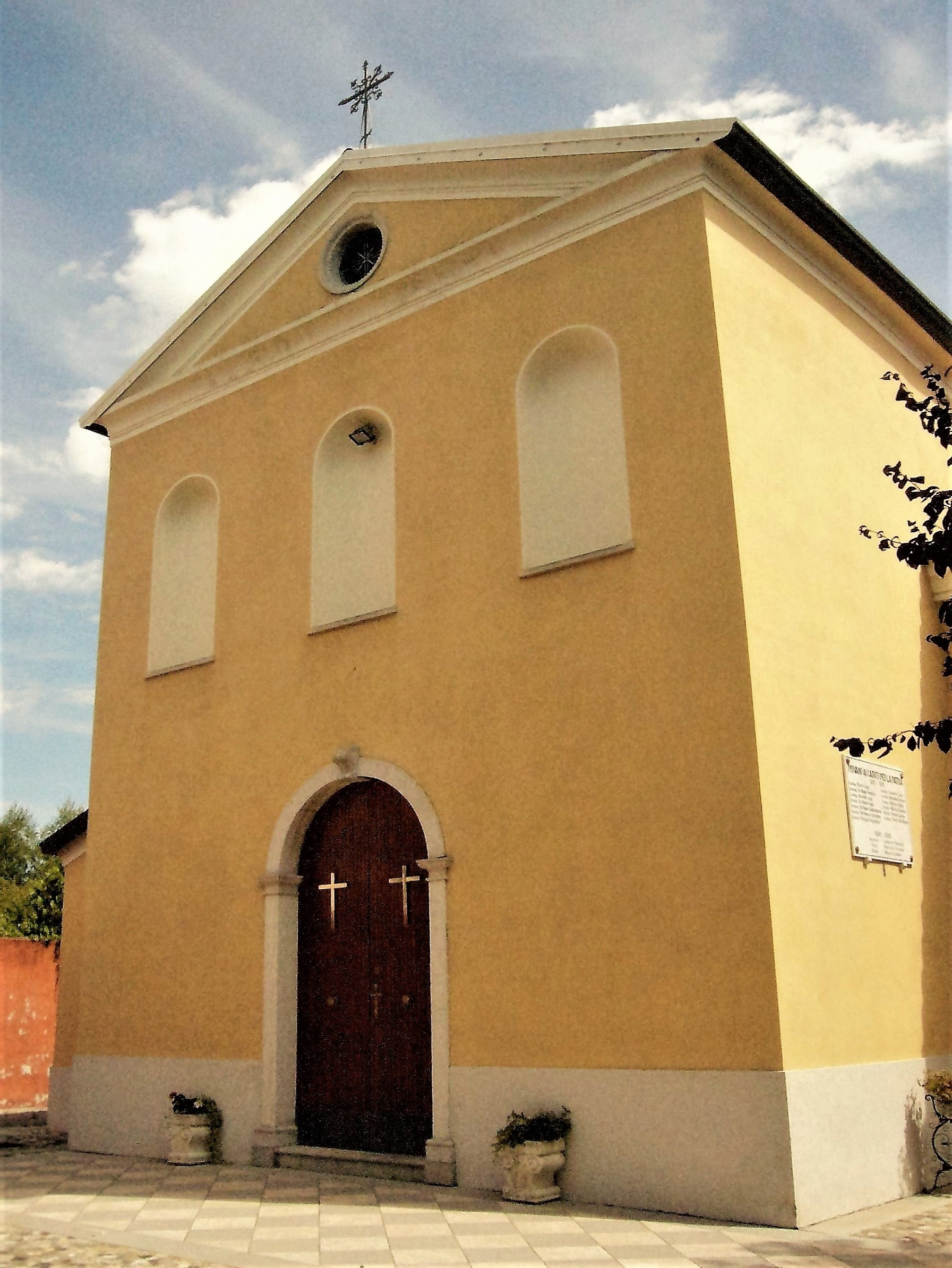
La chiesa di Privano

- Chiesa parrocchiale di San Giorgio Martire a Bagnaria, costruita nel XVIII secolo e consacrata nel 1746
- Chiesa parrocchiale di Sant'Andrea Apostolo a Sevegliano, edificata nel XIX secolo
- Chiesa parrocchiale di Santa Maria Assunta a Castions delle Mura, risalente al XVIII secolo
- Chiesa parrocchiale di San Giacomo Apostolo a Campolonghetto, costruita nel 1780
- Chiesa di San Martino Vescovo a Privano, risalente al XVII secolo
- Chiesa di San Carlo Borromeo, edificata in località Villafranca nel Settecento

### Ville

#### Villa Antonini Dessj (Secoli XVII - XIX - XX)
Il complesso, ora di proprietà della famiglia Dessj, fa parte di un piccolo aggregato rurale ed è costituito, oltreché dal corpo principale e dagli edifici di servizio, da un fabbricato che un tempo ospitava le scuderie. Lo spazio tra gli edifici forma il cortile d'onore circondato da un'alta recinzione in pietra; a nord si sviluppa il parco. Nello spazio antistante l'ingresso al cortile c'è una chiesa dedicata a san Martino. Sul luogo sembra sorgesse un antico monastero sui resti del quale, nel Seicento, venne edificata la villa. Nel corso della seconda metà dell'Ottocento essa ha subito una radicale trasformazione, alla quale sono seguite, a fine secolo, ulteriori modifiche di minore entità; all'inizio del Novecento è stata realizzata l'ala destra, destinata ad ospitare la servitù. Durante la prima guerra mondiale fu sede del Comando d'Armata italiano e alloggio del Duca d'Aosta.
Il corpo dominicale ha un impianto planimetrico tripartito secondo la maniera veneta; esso è dichiarato in facciata all'asse centrale, costituito al piano terreno dal portale d'ingresso affiancato da due finestrelle ovali e, al piano nobile, da tre porte-finestre balaustre. Attorno all'asse di simmetria si dispongono, in maniera ordinata, le bucature riquadrate in pietra, scandite in orizzontale da leggere fasce marcapiano.
Sul prospetto è collocata una meridiana.
L'intero, a pianta a croce latina, è illuminato da sei finestre termali. La facciata è caratterizzata da tre nicchie che un tempo ospitavano statue.

#### Villa Orgnani Minuttolo (Secolo XVII - XVIII - XIX)
Il complesso architettonico è costituito dal corpo dominicale e dagli annessi ad esso ortogonali che, con il primo, delimitano il cortile d'onore al quale si accede attraverso un portone monumentale. Sul retro si sviluppa il giardino rettangolare che, segnato da piccole torrette angolari, si prolunga nel parco al limite del quale è collocata una serra.
La villa risale ad anni compresi tra la fine del Settecento e gli inizi del secolo successivo, e sembra essere stata costruita sul sito di un precedente complesso padronale: la barchessa orientale possiede infatti portali bugnati databili al XVII secolo. La barchessa occidentale è invece frutto di recenti rifacimenti novecenteschi.
La villa possiede un impianto planimetrico rettangolare tripartito. La facciata è neoclassica: un basamento in bugnato al piano terra sostiene il corpo centrale leggermente aggettante, scandito da lesene con capitello ionico, concluso da una trabeazione con sovrastante timpano.
Un portale in pietra, a cui corrisponde al piano nobile una finestra con timpano curvilineo, definisce l'asse di simmetria attorno al quale si distribuiscono le altre aperture.

## Società

### Evoluzione demografica
Abitanti censiti

### Lingue e dialetti
A Bagnaria Arsa, accanto alla lingua italiana, la popolazione utilizza la lingua friulana.  Ai sensi della Deliberazione n. 2680 del 3 agosto 2001 della Giunta della Regione Autonoma Friuli-Venezia Giulia, il Comune è inserito nell'ambito territoriale di tutela della lingua friulana ai fini della applicazione della legge 482/99, della legge regionale 15/96 e della legge regionale 29/2007.
La lingua friulana che si parla a Bagnaria Arsa rientra fra le varianti appartenenti al friulano centro-orientale
.

### Istituzioni, enti e associazioni

#### Associazioni corali
- Coro Castions delle Mura
- Coro "Piccole Luci" di Castions delle Mura

##### Associazioni teatrali
- Compagnia teatrale Lis Anforis

## Geografia antropica

### Suddivisione amministrativa
Il comune si suddivide in 5 frazioni:
- Bagnaria, Bagnarie. Popolazione 745
- Campolonghetto, Cjamplungut. Popolazione 250
- Castions delle Mura, Cjasteons di Muris. Popolazione 975
- Privano, Privan. Popolazione 315
- Sevegliano, 'Sevean. Popolazione 1 314

## Amministrazione
| Sindaco           | Inizio mandato | Fine mandato | Lista         | Coalizione      |
| ----------------- | -------------- | ------------ | ------------- | --------------- |
| Pietro Cecconi    | 1993           | 1997         | PDS           | Centro-sinistra |
| Pietro Cecconi    | 1997           | 2001         | Lista civica  | Centro-sinistra |
| Anselmo Bertossi  | 2001           | 2006         | Lista civica  | Centro-sinistra |
| Anselmo Bertossi  | 2006           | 2011         | Lista civica  | Centro-sinistra |
| Cristiano Tiussi  | 2011           | 2016         | Lista civica  | Centro-sinistra |
| Cristiano Tiussi  | 2016           | 2021         | Liste civiche | Centro-sinistra |
| Elisa Pizzamiglio | 2021           | in carica    | Liste civiche |                 |

### Gemellaggi
- Sainte-Livrade-sur-Lot

## Sport

### Calcio
- ASD Sevegliano-Fauglis. La squadra milita in Promozione (calcio)
- ASD Castions delle Mura, milita in Terza Categoria

### Pallavolo
- ASD Juvenilia, nata nel 2011

### Baseball e Softball
- Europa Baseball Club ASD, nata nel 1972. La squadra seniores milita in Serie C
- Friul '81 Softball Club ASD, nata nel 1981
- CDM Softball amatoriale

### Rugby
- ASD Juvenilia, nata nel 2011

### Pattinaggio a rotelle
- Silver Skate ASD

### Bocce
- Società Bocciofila Campolonghetto-Chiarmacis